# L'antro della paura
(dal paragrafo 128)
L'antro della paura (titolo originale The Cauldron of Fear) è un librogame dello scrittore inglese Joe Dever, pubblicato nel 1987 a Londra dalla Arrow Books e tradotto in numerose lingue del mondo. È il nono dei volumi pubblicati della saga Lupo Solitario. La prima edizione italiana, del 1989, fu a cura della Edizioni EL.

## Trama
Mentre l'Arcisignore delle Tenebre Gnaag sferra il suo attacco contro le Terre Libere del Magnamund, Lupo Solitario continua la sua estenuante ricerca delle sette Pietre della Sapienza. La quarta gemma si trova nella città di Tahou, ma una pericolosa minaccia attende Lupo Solitario nella capitale della Repubblica di Anari: all'orizzonte, pronta all'invasione, si affaccia l'armata del Sultano Kimah di Vassagonia, alleato dei Signori delle Tenebre.
Dopo essere giunto a Tahou, Lupo Solitario riuscirà a introdursi nel profondo Pozzo della città dove recupererà la Pietra della Sapienza, non prima però di aver sconfitto in un duello all'ultimo sangue il potentissimo Kimah, uno dei nemici più forti e temibili che abbia mai dovuto affrontare.

## Sistema di gioco
Lupo Solitario può contare su doti tattiche (Combattività) e fisiche (Resistenza). Inoltre, dopo aver completato le prime sei avventure da Maestro Ramas, può ora sfruttare la conoscenza di 7 tra le 10 nuove Arti Ramastan che forniscono un importante aiuto a seconda delle situazioni: Guerra, Controllo Animale, Medicina, Sparizione, Fiuto, Interpretazione, Raggio psichico, Scudo psichico, Difesa, Divinazione. Gli oggetti raccolti sono contenuti in uno zaino, ad eccezione degli oggetti "speciali". Il denaro, in Corone d'oro, è contenuto in una borsa.
I combattimenti si svolgono confrontando in primis i punteggi di Combattività di Lupo Solitario e dell'avversario, che generano un rapporto di forza positivo, negativo o neutro. Il lettore estrae un numero dalla "Tabella del Destino" (che equivale a un d10) e nella tabella Risultati di combattimento incrocia quella riga alla colonna del corrispondente rapporto di forza di quel combattimento, togliendo punti di Resistenza a se stesso e/o all'avversario.

## Oggetti

### Armi
Esistono 9 armi canoniche nei librigame di Lupo Solitario: Pugnale, Lancia, Mazza, Daga, Martello da Guerra, Spada, Ascia, Asta e Spadone. Le armi si troveranno nel mondo o si ruberanno ai cadaveri dei nemici. Il numero massimo di Armi che si può portare è due.
Si potrà anche usare un Arco con una faretra da sei frecce.

### Oggetti nello Zaino
Lo Zaino può contenere al massimo otto oggetti compresi i Pasti. Alcuni oggetti hanno un'utilità certa (pasti, pozioni magiche). Altri saranno utili in certe situazioni (chiavi).

### Oggetti Speciali
Non vanno nello Zaino e alcuni hanno un'utilità specifica altri sono falsi indizi che portano fuori strada.

### Denaro
Il denaro è espresso in Lune , la moneta principale in queste zone del Magnamund. Si può portare un massimo di 50 Lune. Una Corona d'Oro vale 3 Lune.

## Edizioni
- Joe Dever, L'antro della paura, traduzione di Alessandra Dugan, collana Librogame, Edizioni EL, 1989,  cap. 350, ISBN 88-7068-113-0.